# Gherardo VII da Camino
Gherardo VII da Camino (anni 1340 – 1391) è stato un nobile e militare italiano.

## Biografia
Gherardo era figlio di Tolberto IV, conte di Ceneda e signore di Solighetto, e di Leonardina della Torre, esponente di una potente famiglia con molti interessi anche nel vicino Friuli.
Fu considerato un militare di grandi doti, al punto da essere nominato "il valoroso" ma, similmente ad altri componenti della sua famiglia a lui contemporanei fu poco acuto nelle sue scelte di campo. Politicamente vicino alla Repubblica di Venezia, riuscì insieme al padre a recuperare una parte dei feudi che la famiglia aveva perso negli anni precedenti proprio a vantaggio di Venezia.
Nel 1372 combatté a fianco della stessa Repubblica contro gli Ungheresi, ma fu catturato in uno scontro nei pressi di Sacile e fu trasferito prima a Padova e poi in Ungheria, dove rimase fino alla fine della guerra (10 novembre 1373).
Tornato in libertà e rientrato in Italia, rimase fedele alleato di Venezia fino al 1378, quando, nella fase più cruenta della guerra di Chioggia, decise tuttavia di schierarsi contro di essa alleandosi con i cugini Caminesi, la Repubblica di Genova, il Patriarcato di Aquileia e Padova.
Le operazioni veneziane contro Gherardo furono condotte da Rambaldo IX di Collalto ed avevano lo scopo di occuparne le pertinenze e di distruggerne le fortezze. Per prima fu occupata Solighetto e il suo castello fu distrutto. Fu poi la volta della bastia di Cessalto, che fu data alle fiamme nell'agosto 1380; nella stessa occasione furono catturati la moglie e il figlio di Gherardo.
A seguito della Pace di Torino (1381) Gherardo si riavvicinò a Venezia, guadagnandosi tuttavia in questo modo l'ostilità di Padova e del suo signore Francesco I da Carrara che avevano mire espansionistiche verso la Marca Trevigiana: il 15 agosto e il 15 ottobre del 1383 il Carrarese sottrasse al Caminese prima il Castello di Cordignano e quindi la Motta, catturandolo e imprigionandolo a Padova.
Non è nota la durata della detenzione di Gherardo; di certo il suo nome non è presente nella lista degli avversari amnistiati da Venezia nel 1390 dopo la riannessione di Treviso nei propri domini di Terraferma. Definitivamente inimicatosi con Venezia, si ritirò da Jacopo da Porcia, a casa del quale organizzò una rivolta antiveneziana a Belluno nel 1391 che però fu un fallimento. Messo per questo sotto processo dai Veneziani, morì improvvisamente.
In seguito alla vedova Elisabetta fu concesso di trasferirsi presso il castello di famiglia a Lorenzaga, presso Motta.

## Discendenza
Da Elisabetta da Lorenzaga ebbe due figli:
- Ercole;
- Jacopina.